# Quincy Wilson (atleta)
Quincy Wilson (nacido el 8 de enero de 2008) es un atleta estadounidense de atletismo. En marzo de 2024, estableció un récord mundial sub-18 en los 400 metros planos bajo techo. En junio de 2024, estableció el récord mundial sub-18 en la versión al aire libre del mismo evento.

## Primeros años y vida personal
Wilson comenzó a practicar atletismo cuando tenía ocho años. Sus padres Monique y Roy Wilson decidieron mudarse de Chesapeake, Virginia a Gaithersburg, Maryland, para poder asistir a la Bullis School en Potomac, Maryland, de la cual su prima, Shaniya Hall, se graduó en 2020 antes de correr en la Universidad de Oregón. Tiene una hermana mayor llamada Kadence. Mostrando talento desde temprana edad, rompió el récord nacional sub-14 de Obea Moore, de 30 años, en los 400 metros.

## Carrera

### 2022
En marzo de 2022, Wilson corrió en un tiempo de 48,41 segundos al aire libre en los 400 metros cuando tenía 14 años. En agosto de 2022, ganó su quinto título de los Juegos Olímpicos Juveniles de la AAU, ganando los 400 metros en un tiempo de 47,77 segundos, después de haber corrido 47,59 en las semifinales. También finalizó segundo en los 200 metros, con un tiempo de 22,42 segundos.

### 2023
En marzo de 2023, ganó el título New Balance Nationals Indoor en 400 metros en Boston, Massachusetts, con un tiempo de 46,67 segundos. En abril de 2023, corrió 400 metros en un tiempo de 45,06 segundos en los Penn Relays de Filadelfia.
En junio de 2023, terminó segundo en el New Balance Nationals Outdoor de más de 400 metros, celebrado en Franklin Field, Filadelfia. En septiembre de 2023, se convirtió en uno de los deportistas estadounidenses más jóvenes en firmar un contrato de nombre, imagen y semejanza (NIL) con una importante empresa de marcas deportivas.

### 2024
En el VA Showcase de enero de 2024, en los 500 metros por invitación para niños, Wilson logró la marca de todos los tiempos en número 2 en el grupo de edad de EE. UU. de 1:01.27, superando por poco el récord nacional de secundaria de Will Sumner por 0.02 segundos. También formó parte de un equipo de relevos de velocidad que estableció un récord nacional de secundaria en el evento.
En febrero de 2024, en el East Coast Invitational en Virginia Beach, logró un mejor tiempo personal de 21,02 segundos en los 200 metros. En los Millrose Games, Wilson consiguió la segunda marca de 600 metros para niños de secundaria más rápida de todos los tiempos, con un tiempo de 1:17,36. También en febrero, Wilson logró un mejor tiempo personal de 33,11 en los 300 metros en el Ocean Breeze Elite Invitational.
En marzo de 2024, retuvo su título en los 400 m en pista cubierta de los New Balance Nationals en Boston con un tiempo récord nacional en pista cubierta de la escuela secundaria de 45,76 segundos. El tiempo habría sido suficiente para terminar cuarto en la final de los 400 metros en el Campeonato Mundial de Atletismo en pista cubierta de 2024, y superar el récord mundial ratificado de 400 metros sub-18 de 46,01 segundos establecido por Tyrese Cooper en 2017. Wilson también participó en el equipo de relevos 4x400 de su escuela, donde rompió su propio récord nacional nuevamente, esta vez con una marca de 3:11.87.
El 29 de marzo de 2024, corrió 45,19 segundos en los 400 metros en los Florida Relays.
El 5 de abril de 2024, Wilson corrió 1: 50,44 en los 800 m, en el Beach Run Invitational en Myrtle Beach, Carolina del Sur.

#### Penn Relays
El 27 de abril de 2024, Wilson divisó 44,37 400 m como etapa de anclaje de Bullis School en los 4x400 m preliminares de High School Boys en los Penn Relays. Esta es la división de 400 metros en una escuela secundaria más rápida jamás registrada en los Penn Relays. Más tarde, en el Campeonato de América 4x400 de High School Boys, Wilson dividiría otra etapa de ancla de 400 m de menos de 45 segundos, con un tiempo de 44,69.
Tanto en las preliminares como en la final, uno de los compañeros de Wilson tropezó y tuvo que recuperar el testigo, lo que le dio a Bullis un gran revés. En las preliminares, con su impresionante división de 44.37, Wilson pudo acortar la brecha, llevando a su equipo a casa en un tiempo de 3:14.84, ganando así su eliminatoria y siendo el cuarto clasificado más rápido. Sin embargo, en la final, incluso con la división de 44,69 de Wilson, la brecha con los líderes era demasiado grande y no se podía compensar. En la final, Bullis terminó tercero, con un tiempo de 3:13.10. En segundo lugar quedó Excelsior de Jamaica (3:12.94) y se llevó la victoria el Kingston College de Jamaica (3:11.86).